# Enrique del Castillo Miguel
Enrique del Castillo Miguel (1877-1936) fue un militar español. Siendo coronel, durante la guerra civil española, su hijo Enrique, quien era capitán, fue fusilado, pero sobrevivió y emigró a México al final de la guerra. El coronel murió en circunstancias no esclarecidas durante la batalla de Guadarrama, algunos en la familia admiten que se suicidó, aunque algunos autores como Thomas y Larrazabal especulan que fue quizá atacado por los mismos milicianos tal y como lo había sido su hijo.

## Biografía
En julio de 1936 ostentaba el rango de coronel de ingenieros y estaba al frente del Regimiento de Ferrocarriles n.º 1, con base en Leganés (Madrid).
Cuando se produjo el estallido de la Guerra Civil, del Castillo mantuvo una posición inicial poco clara, aunque finalmente se mantuviera fiel a la República. Seguidamente, en el marco de la batalla de Guadarrama, mandó una columna que se dirigió al Alto del León, en la Sierra de Guadarrama, con la misión de detener a las fuerzas sublevadas que se dirigían a la capital. Sin embargo, las fuerzas de la columna del coronel Ricardo Serrador finalmente lograron expulsar a las fuerzas republicanas y hacerse con el control del paso de montaña. Poco después el coronel del Castillo murió en circunstancias no esclarecidas: se cree que pudo ser asesinado por sus hombres tras la derrota frente a las fuerzas de Serrador, o bien que se suicidó después de enterarse de la muerte de su hijo, el cual había estado combatiendo junto a su padre durante los primeros días de la contienda.